# De Kastanjehof
De Kastanjehof is een hotel-restaurant in de Nederlandse plaats Lage Vuursche. Het restaurant staat aan het kruispunt van de Hoge Vuurscheweg – Kloosterlaan - Karnemelksweg. De Kastanjehof werd in 1990 en 1991 bekroond met één Michelinster.
In de periode 2000-2002 ontving het restaurant een Bib Gourmand. 
In de tijd van de Michelinsterren was Wulf Engel chef-kok. In 1991 verkocht hij het restaurant aan zijn inmiddels ex-vrouw Marianne en verliet het restaurant. Als gevolg hiervan verloor het restaurant zijn Michelinster. 
Hotel-restaurant De Kastanjehof is aangesloten bij "Relais Restaurants". 
Oorspronkelijk was De Kastanjehof eigendom van de familie Bleuland van Oordt. In 1985 verkochten zij het hotel-restaurant aan Wulf en Marianne Engel, die een Michelinster wisten te verdienen. Wegens scheiding verkocht Wulf zijn aandeel in het bedrijf aan zijn vrouw Marianne, die kort daarna het pand verkocht aan Hein van Oosterom. Vaste basis in de keuken was chef-kok Jan Schipper, die hier van 1967 tot 2008 werkte. Nadat Jan Schipper met pensioen ging, nam Bruno Vittali het over.

## Verloop Michelinsterren
- 1990-1991: een ster